# Bellano
Bellano là một đô thị và thị xã ở bờ đông hồ Como ở tỉnh Lecco, vùng, nằm ở nhánh ra của Valsassina nơi Pioverna tạo thành một hẻm núi trước khi đổ vào hồ.
Bellano is about 70 km về phía bắc của Milan và khoảng 25 km về phía tây bắc của Lecco. Tại thời điểm ngày 31 tháng 12 năm 2004, đô thị này có dân số 3.405 người và diện tích là 11.3 km².
Bellano giáp các đô thị: Dervio, Parlasco, Perledo, San Siro, Vendrogno.

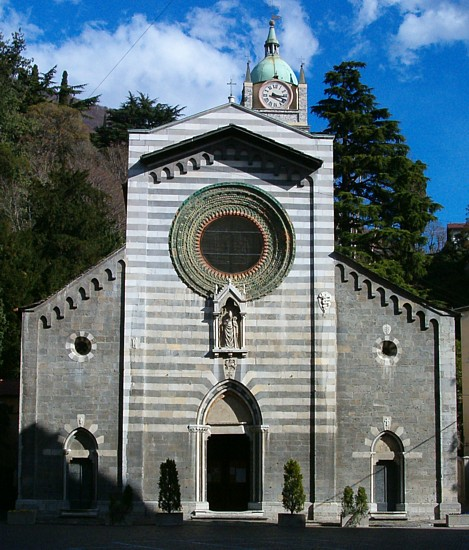
Nhà thờ SS Nazaro e Celso
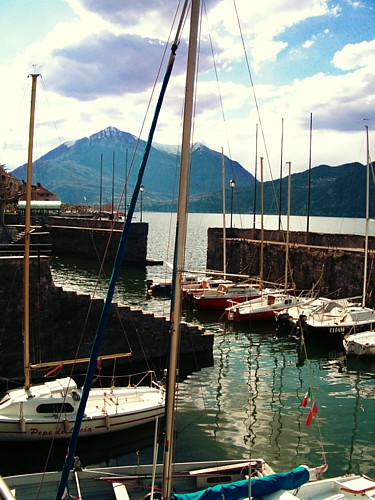
Bến cảng Bellano (hồ Como)